# Nano-aliment
Un nano-aliment est un aliment modifié grâce à des nanotechnologies pour améliorer ses propriétés.

## Nanomatériaux dans l'alimentation
Les nanomatériaux sont des particules minuscules, de l'ordre du millionième de millimètre. Dans l’agriculture, les nanotechnologies pourraient être la prochaine étape vers le plus petit, en passant de la manipulation des gènes à celles des atomes. La manipulation des atomes permet de remanier l’ADN des semences en vue d’obtenir des plantes ayant de nouvelles propriétés (odeur, période de croissance, rendements, etc.). Ces nanomatériaux peuvent aussi renforcer les arômes, servir de colorants ou de compléments alimentaires. Par exemple, la durée de vie d'un aliment recouvert de certaines nanoparticules peut être prolongée : l'aliment s'oxyde moins vite et restera frais plus longtemps.
Le but est aussi de créer des aliments « intelligents », agissant interactivement avec le consommateur pour personnaliser les aliments, changer la couleur, le goût ou les éléments nutritifs sur demande. Ces technologies peuvent encore permettre de sélectionner et de doser précisément les goûts et les odeurs, ou encore la couleur, s’adapter aux allergies des clients (des nanofiltres pourraient ainsi séparer le lactose du lait) ou à leurs exigences nutritives.
Kraft Foods et Nestlé, deux géants de l'alimentaire, sont probablement à la pointe de ces recherches.

## La régulation européenne
Les députés du Parlement européen lors de la session plénière à Strasbourg du 23 au 26 avril 2009 ont débattu sur les dangers potentiels de ces nano-aliments et ont demandé une évaluation des risques.
En effet, on manque de connaissances sur les effets des nanomatériaux sur la santé. Aucun test n'est imposé avant la production ou le conditionnement, ce qui n'est pas du goût des députés européens  qui s'élèvent pour la défense du principe de précaution. 
La commission de l'environnement, de la santé publique et de la sécurité alimentaire  du Parlement européen s'est élevée contre la refonte de la législation sur les nouveaux aliments proposée par la Commission européenne. En effet, à l'heure actuelle, de nombreux produits alimentaires contiennent des nanomatériaux sans que le consommateur le sache.
Dans leur rapport, les députés exigent notamment :
- une évaluation précise des risques au nom du principe de précaution. Un aliment contenant des nanomatériaux ne devrait pas être mis sur le marché tant que leur innocuité n'est pas prouvée ;
- un étiquetage spécifique pour les aliments contenant des nanomatériaux ;
- l'interdiction des tests sur les animaux pour prouver l'innocuité des aliments.

De plus, les députés européens s'opposent à la production de nourriture à partir d'animaux clonés ou de leurs descendants.
Plus d'informations sur les suites données à cette demande sur la page "Quel encadrement des nanomatériaux dans l'alimentation en Europe ?" sur le site http://veillenanos.fr de l'Association de Veille et d'Information Civique sur les Enjeux des Nanosciences et des Nanotechnologies (AVICENN).